# Tynwald Day

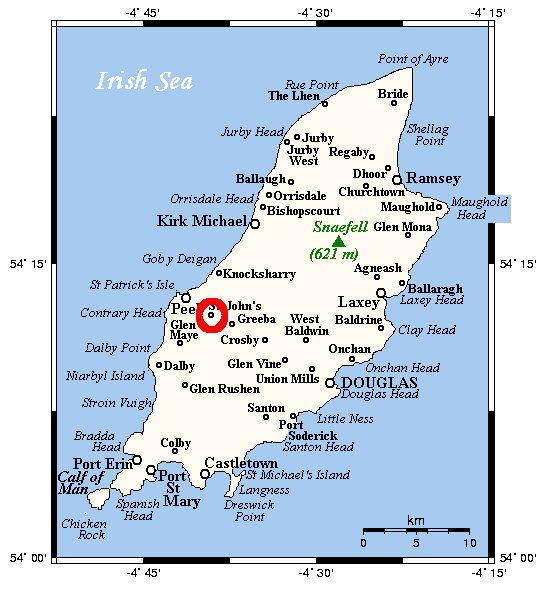
Localisation de la fête de Tynwald.

Tynwald Day, la fête de Tynwald, est la fête nationale de l’île de Man, généralement célébrée le 5 juillet.
Les représentants du pouvoir législatif (Tynwald) se rassemblent exceptionnellement à St John's et non à Douglas comme ils le font d'ordinaire. La session du parlement a lieu à la fois dans l'église saint Jean et sur la butte artificielle de Tynwald Hill. La première occurrence authentifiée de cette pratique remonte à 1417, la session prenant le nom de "Midsummer Court" (cour du solstice d'été). Y assistent les membres des deux chambres du Tynwald, la chambre des clefs (House of Keys), et le conseil législatif de l'île de Man. L'assemblée est généralement présidée par le lieutenant-général gouverneur de l'île de Man, représentant du seigneur de Man (en l'occurrence la couronne britannique), sauf dans les cas où un membre de la famille royale est présent.
Tous les projets de loi qui ont reçu l'approbation de la couronne sont promulgués le jour de la fête de Tynwald. L'ordre du jour comporte également la présentation de pétitions et l'assermentation de hauts fonctionnaires.

## Histoire
La fête de Tynwald se tenait traditionnellement depuis 1417 le 24 juin, fête de saint Jean-Baptiste mais également solstice d'été. En 1753, les autorités de l'île, après la Grande-Bretagne, remplacent le calendrier Julien par le calendrier grégorien. La décision impose une différence de onze jours mais le Tynwald décide de conserver le calendrier Julien pour déterminer la date de la fête, ce qui explique que la fête soit aujourd'hui célébrée le 5 juillet, qui correspond en fait au 24 juin de l'ancien calendrier. Actuellement la différence est de 13 jours puisque le calendrier grégorien n'a pas eu d'année bissextile en 1800 et en 1900. Lorsque la fête tombe un samedi ou un dimanche, elle est généralement célébrée le lundi qui suit.

## Participants
Les assemblées du solstice étaient parfois présidées par le seigneur de Man en personne, mais plus souvent par son représentant, le seigneur de Man étant souvent un aristocrate ou un membre de la famille royale britannique qui ne résidait pas sur l'île. Le duc d'Atholl préside la fête en 1736, mais il faut attendre deux siècles pour qu'un autre seigneur de Man fasse de même. George VI y participe en 1946, son successeur, Élisabeth II, en 1979 (millénaire de la fête du Tynwald) et une seconde fois en 2003. Le Prince Edward, comte de Wessex, préside la fête en 1986, et le Prince Charles de Galles (le roi actuel) en 2000.

## Cérémonial

Drapeau de Man

Le lieutenant gouverneur avance précédé par un homme en uniforme écarlate chargé de l'insigne du pouvoir, une épée. Celle-ci date probablement du XVe siècle et on pense qu'elle aurait été exécutée pour Lord Stanley. L'épée, dont le tranchant reste émoussé pour des raisons de sécurité, est ornée du triquètre (analogue au triskell) qui apparaît également sur le drapeau de gueules à la triquètre d'argent, qui est de Man.

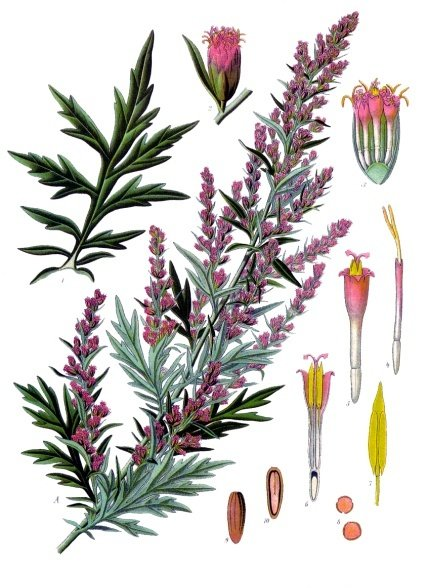
Armoise (Artemisia vulgaris), emblème de Man

La présence des membres de la chambre des clefs et du Conseil législatif est également requise. Le président de la chambre des clefs porte une perruque et une robe noire brochée d'or. Le président du Tynwald porte également un perruque, une robe bleue brochée d'argent et le triskell.
Les représentants du pouvoir judiciaire de l'île, les Deemsters, apparaissent en robe rouge avec des perruques longues. Il existe deux deemsters, dont la fonction est très ancienne, comme le montre la curieuse formule du serment qu'ils doivent prononcer pour prendre leurs fonctions : exécuter les lois de cette île avec justice, en restant au mitan des deux partis, sans plus balancer que l'arête du hareng au mitan du poisson
Il est de coutume d'avoir des invités d'honneur. Ce sont des députés du Royaume-Uni ou d'autres nations, notamment l'Irlande, ou les pays scandinaves. Récemment l'Écosse, le Pays de Galles et l'Ulster ont pris l'habitude d'envoyer des représentants nationaux qui sont venus s'ajouter à la délégation britannique. On trouve enfin des membres du clergé, des élus locaux et d'autres personnalités, notamment les hauts fonctionnaires de l'île de Man. Tous les participants arborent le bollan bane, la fleur d'armoise, emblème de Man. Des fanfares de la gendarmerie et de l'armée participent également aux cérémonies qui sont ouvertes au public.
Le déroulement de la cérémonie est assuré par le comité d'organisation de la fête de Tynwald que dirige le président du Tynwald dont c'est une des responsabilités. Le président (speaker) de la chambre des clefs, le ministre principal de l'île de Man en sont également membres d'office.

## Procession
Avant la séance de l'assemblée, le président inspecte la garde d'honneur et dépose une couronne au pied du monument aux morts inauguré en 1923. Un chef d'état étranger peut se joindre au Lieutenant gouverneur, comme ce fut le cas du Roi Harald V de Norvège en 2002.
À onze heures l'assemblée se réunit dans la chapelle de saint Jean Baptiste pour entendre la messe. Ensuite un cortège se forme jusqu'à la colline de Tynwald. La route est tapissée de joncs; cette tradition remonte sans doute à une coutume celte qui voulait que pour s'attirer les faveurs du dieu de la mer, Manannan, on lui offre des gerbes de joncs la veille du solstice. Le chemin est également bordé de mâts qui arborent le drapeau rouge de Man et le drapeau bleu du parlement.
Le premier cortège se compose de membres du clergé et de membres du gouvernement. Il est suivi du second cortège, dit de la cour du Tynwald, qui comprend, dans l'ordre, les dignitaires de la chambre des clefs, un commissaire de la chambre, les hauts responsables du conseil législatif, les membres du conseil législatif, le procureur général de la couronne, les deemsters, l'évêque de Sodor et Man, le président du Tynwald, un commissaire du Conseil législatif et enfin deux gardes, le porteur de l'épée, le président des cérémonies et le lieutenant gouverneur, quand il ne préside pas lui-même.
Un témoin, le docteur John Claque, donne cette vivante description de la cérémonie :

« Pour la fête du Tynwald, les gens se rassemblent des quatre coins de l'île pour entendre promulguer les lois. Les six coroners sortant rendent leur bâton au gouverneur, et le premier deemster fait prêter serment aux nouveaux coroners. Chacun d'entre eux s'agenouille devant le gouverneur et reçoit son bâton de ses mains. Le coroner de Glenfaba proclame les lois dans la langue de Man. »

## La colline de Tynwald
Les cérémonies principales du jour ont lieu sur la colline de Tynwald, connue dans la langue mannoise comme Cronk-y-Keeillown ou le Mont de l'Église de Jean, dans le village de St John's. On dit que la butte la terre de toutes les dix-sept paroisses de l'île. La butte, d'une hauteur d'environ 12 pieds (3,66 m), inclut quatre podiums circulaires, qui sont de taille diminuant successivement, donnant ainsi à la colline de Tynwald une forme quelque peu conique.
La cérémonie de proclamation des lois sur la colline de Tynwald est attribuable à la pratique norroise de faire les proclamations publiques des buttes ; l'Islande, par exemple, utilisait le Logberg (Roche de la Loi ou Colline de la Loi) pour le même but. Les origines de la butte artificielle de Tynwald ne sont pas claires, mais elle existait vers la fin du XIVe siècle. Elle est utilisée en 1393 pour l'inauguration de Sir William le Scrope, et encore en 1408 pour l'inauguration de Sir John Stanley, comme Lord de Mann. Sa première utilisation connue pour la proclamation des lois date du 24 juin 1417, quand Sir John Stanley préside.
Le lieutenant gouverneur, avec le porteur de l'épée et les officiers et membres du conseil législatif, occupent le niveau le plus haut de la butte; les officiers et membres de la Chambre des clefs occupent le niveau suivant. Les autres officiels sont accommodés sur les niveaux plus bas et au pied de la butte. Une tente couvre la plateforme duhaut. Le drapeau de l'Île de Man flotte à partir du mât, sauf quand le souverain britannique préside, lorsque l'étendard royal flotte à la place de celui-ci.
Après que l'hymne royal soit chanté, le premier deemster et greffier des rouleaux, sur l'instruction du lieutenant gouverneur, ordonne le coroner de Glenfaba à « clôturer la cour ». Le coroner accomplit la tâche en déclarant : « Je clôture cette cour de Tynwald au nom de notre plus gracieux Seigneur Souverain le Roi. Je charge que personne ne se querelle, se chamaille ou ne fasse quelque dérangement, et que toutes les personnes répondent à leurs noms lorsque appelé. Je charge cette audience de témoigner que cette cour soit maintenant clôturée. Je charge toute cette audience de porter témoignage que cette cour soit maintenant clôturée. » Ensuite, Yn Lhaihder (le lecteur) répète les mêmes mots en mannois.
Après que la cour soit clôturée, les coroners attribués pour l'année suivante prêtent serment. Les coroners montent la colline en ordre de préséance, commençant avec le Coroner de Glenfaba, suivi par le Coroner de Michael, le Coroner d'Ayre, le Coroner de Garff, le Coroner de Middle et le Coroner de Rushen. Le premier deemster administre le serment aux coroners agenouillés : « Par ce livre et par les contenus sacrés de ceci et par les merveilleux travaux que Dieu a miraculeusement travaillés dans le ciel au-dessus et dans la terre au-dessous dans six jours et sept nuits, vous exécuterez bien, sans respect de faveur ou amitié, amour ou gagne, consanguinité ou affinité, jalousie ou malice, bien et fidèlement, le mandat de Coroner pour chaque sheading auquel vous avez été attribué pour l'année résultante. Alors, que Dieu puisse vous aider. » La phrase « les merveilleux travaux que Dieu a miraculeusement travaillés… dans six jours et sept nuits » font allusion à la Genèse. Puis les coroners reçoivent les bâtons cérémoniels du lieutenant gouverneur.
Après que les coroners aient prêté serment, le lieutenant gouverneur déclare : « Les deemsters érudits, je vous exhorte à proclamer au peuple dans la forme ancienne les telles lois comme elles ont été promulguées durant l'année passée et qui ont reçu la sanction royale. » Chaque loi est promulguée par le premier deemster en anglais et par le deuxième deemster en mannois. Les deemsters déclarent le titre, et une description brève des effets, de chaque acte. Par exemple, le jour de Tynwald en 2003, un acte fut promulgué avec les mots : « Transfert des fonctions des deemsters 2003, qui transfère quelques fonctions des deemsters à la trésorerie. » Si un acte n'est pas promulgué dans les dix-huit mois suivant la sanction royale, il cesse d'être valide.
Quand les deemsters promulguent les lois, les individus peuvent présenter les pétitions pour le réparation des griefs. Les pétitions sont présentées au pied de la colline de Tynwald au greffier de Tynwald, qui les transporte au lieutenant gouverneur. Les pétitions sont ensuite référées à un comité de Tynwald. Après quoi, après avoir chanté le premier couplet de l'hymne national de l'île de Man, le député chef constable du corps de police de l'île de Man appelle individuellement les participants de la colline et ils se dirigent vers la chapelle.

## Cérémonie de légende
Puis Tynwald réunit dans la chapelle. Quoique Tynwald contracte l'objectif substantif à Douglas, il participe seulement dans la « cérémonie de légende » à St John's. Pendant la cérémonie, le lieutenant gouverneur, le président de Tynwald et le président de la chambre des Clefs utilisent les plumes à écrire pour signer les certificats qui définissent la promulgation des lois.
Quand le légendant des actes conclude, le lieutenant gouverneur et le conseil législatif retraitent, laissant les membres de la chambre des Clefs pour une session de leur chambre. S'il y a des actes qui n'ont pas complété toutes leurs étages dans la chambre des Clefs, un membre mentionne « Que tous les Actes et autres objectifs avant la Chambre restant inachevés à cette date soient suspendu et continué à la même étage au premier siège de cette Chambre dans l'année législative prochaine. » Cette motion pro forma est approuvé par un voix vocal ; puis la chambre des Clefs ajourne. Même s'il n'y a pas des objectifs inachevés avant lui, la chambre des Clefs encore encontre, mais pas de motion est fait, et l'ajournement est immédiate.
Après le jour de Tynwald, les membres de la chambre des Clefs rétournent à Douglas pour trois autres sessions, normalement le mardi, le mercredi et le jeudi qui suivent. Pourtant, si le jour de Tynwald soit un lundi, ces sessions ne sont pas tenues jusqu'à la semaine qui suite. Après les sessions, le parlement ajourne pour les grandes vacances, pas reprenant jusqu'à l'octobre.